# 요시우라정
요시우라정(吉浦町)은 일본 히로시마현 아키군에 설치되었던 정이다. 현재의 구레시의 일부에 해당한다.